# Cameraria barlowi
Cameraria barlowi là một loài bướm đêm thuộc họ Gracillariidae. Nó được tìm thấy ở Malaysia (Pahang) và Việt Nam.
Sải cánh dài khoảng 3.2 mm.